# Flugunfall der KLM Fokker F.XXII „Kwikstaart“
Der Flugunfall der auf den Namen „Kwikstaart“ getauften Fokker F.XXII der niederländischen Fluggesellschaft Koninklijke Luchtvaart Maatschappij (KLM) ereignete sich am 14. Juli 1935 in der Nähe des Amsterdamer Flughafens Schiphol. Bei dem Unfall kamen sechs der 20 Insassen ums Leben.

## Flugzeug und Insassen
Das viermotorige Flugzeug mit dem Kennzeichen PH-AJQ, eines von insgesamt nur vier gebauten Exemplaren des Typs Fokker F.XXII, war am 25. April 1935 mit der Fabriknummer 5358 an KLM ausgeliefert worden. Bis zum Eintritt des Unfalls hatte die Maschine 51 Flugstunden absolviert. Die Ausstattung der Fokker F.XXII galt als „luxuriös“, sodass sie auch „fliegendes Restaurant“ genannt wurde.
Am Unfalltag waren 20 Menschen an Bord der „Kwikstaart“ (niederländisch für Stelze): 15 Passagiere und fünf Besatzungsmitglieder. Flugkapitän war der 31-jährige Deutsche Heinz Silberstein, ein früherer Lufthansa-Pilot mit viel Flugerfahrung; weitere Besatzungsmitglieder waren der Chefmechaniker G. F. Nieboer, G. Brom, L. J. van Dijk und der Steward J. Haberer.

## Unfallhergang
Die Maschine startete am Sonntagmorgen um 9:37 Uhr vom Flughafen Schiphol zum Linienflug nach Malmö, mit geplanten Zwischenlandungen in Hamburg und Kopenhagen. Unmittelbar nach dem Abheben gab es Probleme mit der Treibstoffzufuhr der beiden linken Propellermotoren, worauf diese ausfielen. Das Flugzeug verlor an Höhe, streifte den Geniedijk, einen Teil der früheren Stellung von Amsterdam, und schlug um 9:40 Uhr an der Böschung der offiziell noch nicht eröffneten Autobahn Rijksweg 4 auf.
Der Unfall wurde von einer Gruppe von rund 30 Radsportlern des ASC Olympia beobachtet, die auf der neuen Autobahn von Amsterdam nach Den Haag ein Radrennen veranstalteten. Die Sportler rannten zum brennenden Flugzeug, und der 19-jährige Kick Pruijs wagte sich als einziger hinein. Er half Passagieren hinauszuklettern, einige von ihnen stieß er förmlich aus dem Flugzeug hinaus. Die vier Besatzungsmitglieder im Cockpit konnte er nicht befreien, weil er dessen Metalltür nicht öffnen konnte. Schließlich sprang Pruijs nach Warnrufen seiner Sportkameraden aus dem Flugzeug, das wenige Sekunden später in Flammen aufging. Von den 20 Menschen an Bord starben sechs, zwei britische Passagiere und vier Besatzungsmitglieder. Der Steward J. Haberer überlebte, weil er sich nicht im Cockpit befunden hatte. Acht Menschen sollen so Pruijs ihr Leben verdankt haben; weitere retteten sich selbst.
Pruijs berichtete in späteren Jahren davon, unter den Insassen habe Panik geherrscht und sie hätten geschrien. Der dänische Ingenieur Ove Peterson hingegen gab an, es habe keine Panik gegeben. Der Steward Haberer habe ihm geholfen, das Flugzeug zu verlassen. Unter den Überlebenden befand sich auch Axel Gauffin, Direktor des Schwedischen Nationalmuseums, der tags zuvor dem 50-jährigen Jubiläum des neuen Rijksmuseums Amsterdam beigewohnt hatte. Die vierköpfige Besatzung wurde am 18. Juli unter großer öffentlicher Beteiligung auf dem Friedhof Zorgvlied in Amsterdam beigesetzt.
Der Absturz war das dritte Unglück, das die KLM innerhalb kurzer Zeit traf. Am 20. Dezember 1934 sowie am 6. April 1935 hatte es schon zwei Abstürze gegeben. Nach dem Unglück mit der Kwikstaart gab es zwei weitere, sodass die KLM innerhalb von sieben Monaten fünf Abstürze zu verzeichnen hatte.

## Retter Kick Pruijs

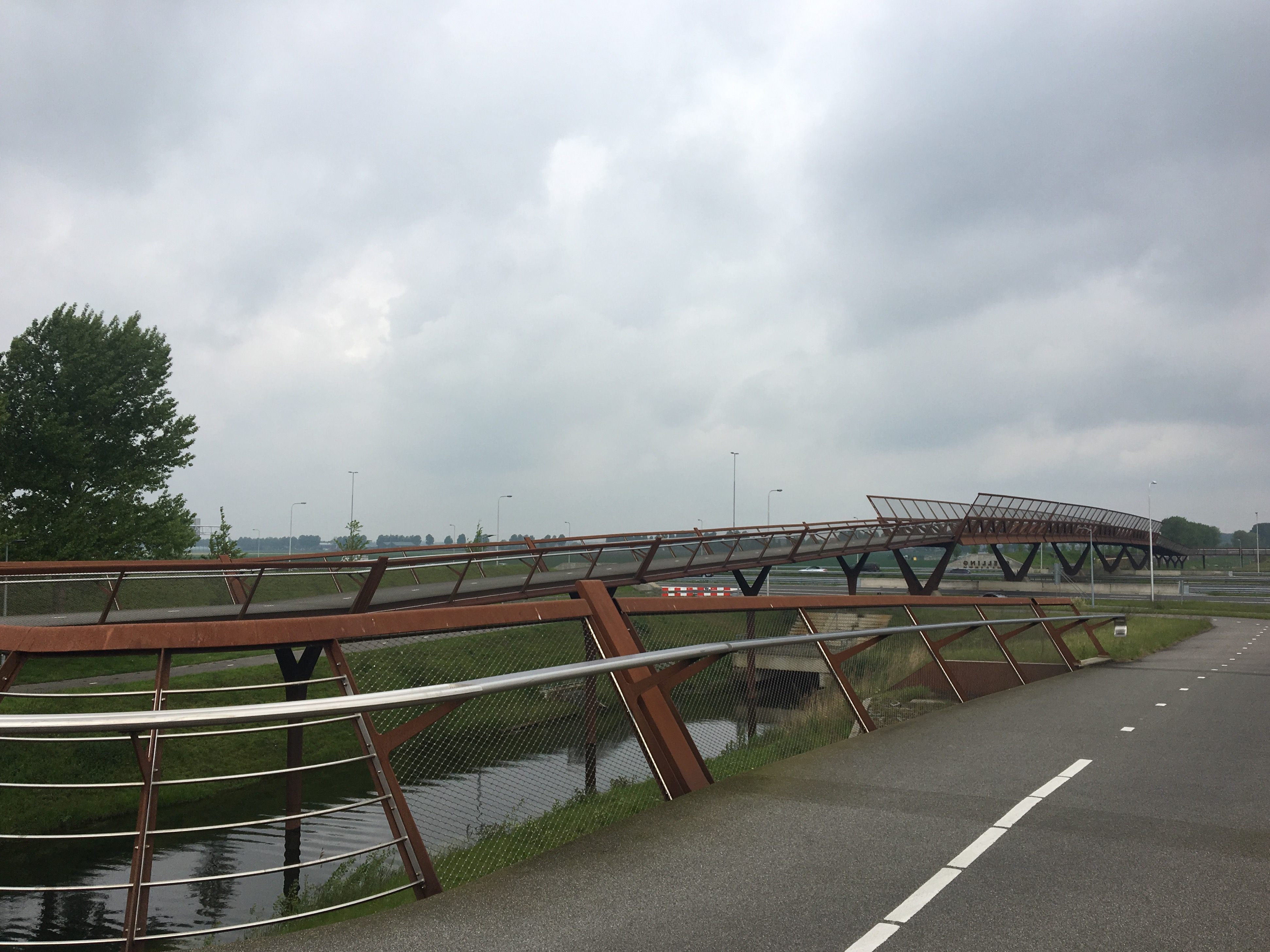
Die Kick Pruijsbrug

Christiaan (Jacobus Johannes) „Kick“ Pruijs (1916–2006) war in den 1930er-Jahren national als Amateur-Radsportler erfolgreich. Lange blieb seine Rettungsaktion bei diesem Flugunfall vergessen. Sein Onkel und Betreuer Cas Pruijs, auch Cas de Leugenaar (Caas der Lügner) genannt, drängte sich nach dem Absturz vor der Presse in den Vordergrund, und dem schüchternen Neffen blieb eine öffentliche Anerkennung versagt. Kick Pruijs brach anschließend den Kontakt zu seinem Onkel ab. Er erhielt lediglich ein Dankesschreiben vom niederländischen Radsportverband Koninklijke Nederlandsche Wielren Unie (KNWU) sowie zu seinem 65. Geburtstag, also 45 Jahre später, ein Telegramm der KLM, von dem Pruijs allerdings annahm, es habe sich um einen Scherz seiner Vereinskameraden gehandelt.
Als der Journalist Gijs Zandbergen Mitglied des ASC Olympia wurde, erfuhr er von diesen Ereignissen. Im Jahr 2000 veröffentlichte er den Bericht von Pruijs in de Volkskrant und engagierte sich für dessen Ehrung. Am 10. Mai 2014, acht Jahre nach dem Tod von Pruijs, wurde eine Brücke für Radfahrer und Fußgänger über die Autobahn 4 in der Nähe der Absturzstelle Kick Pruijsbrug benannt. Im selben Jahr wurde die Stahlbrücke mit einem Footbridge Award ausgezeichnet.